# Sorbus acutisecta
Sorbus acutisecta är en rosväxtart som beskrevs av R. Reuther och O. Schwarz. Sorbus acutisecta ingår i släktet oxlar, och familjen rosväxter. Inga underarter finns listade i Catalogue of Life.